# Ludwig Wolters
Karl Ludwig Wolters (* 25. Mai 1892 in Wolfenbüttel; † 19. Juli 1974) war ein deutscher Tierarzt und Bakteriologe.

## Leben
Geboren als Sohn des Bäckermeisters Karl Wolters begann Ludwig Wolters zum Wintersemester 1911/12 an das Studium an der Tierärztlichen Hochschule Hannover und wurde Mitglied des Corps Normannia Hannover. Zum Sommersemester 1913 wechselte er an die Tierärztliche Hochschule Berlin und schloss sich dem Corps Franconia Berlin an. Am Ersten Weltkrieg nahm er als Feldhilfsveterinär teil und wurde mit dem Eisernen Kreuz und dem Braunschweigischen Verdienstkreuz ausgezeichnet. Im Juli 1919 erhielt er in Berlin die tierärztliche Approbation. 1921 wurde er an der Tierärztlichen Hochschule Berlin mit summa cum laude zum Dr. med. vet. promoviert.
Anschließend ging er an das 1921 von Friedrich Richter gegründete Bakteriologische Institut der Anhaltischen Kreise in Dessau, dessen Direktor und Leiter er 1924 wurde. Unter seiner Führung entwickelte sich das Institut zu einem Zentrum des Gesundheitsschutzes. Im Mai 1930 gründete er zusammen mit Herbert Hoffmann das Anhaltische Serum-Institut GmbH Dessau (ASID) zur Erzeugung von Seren und Impfstoffen gegen Tierkrankheiten. Am Zweiten Weltkrieg nahm er von 1939 bis 1941 als Stabsveterinär im Armeeoberkommando 4 teil und wurde mit dem Kriegsverdienstkreuz II. und I. Klasse ausgezeichnet.
Nach Kriegsende war er ab 1945 in Itzehoe als Tierarzt tätig. 1949 wurde er Geschäftsführer des in der Bundesrepublik gegründeten ASID Serum Instituts GmbH Neuherberg bei München. Ein Schwerpunkt seiner wissenschaftlichen Arbeit lag auf dem Gebiet der Tetanus-Prophylaxe. In der Berliner und Münchener tierärztlichen Wochenschrift wurde das Lebenswerk von Wolters anlässlich seines 70. Geburtstages und nach seinem Ableben in einem Nachruf gewürdigt.
Im Verfahren gegen den zum Tode verurteilten und hingerichteten Hygieniker Joachim Mrugowsky im Nürnberger Ärzteprozess gab Wolters 1947 ein Affidavit bezüglich des Typhusimpfstoff-Programms und die möglichen Kontakte zwischen Mrugowsky und Erwin Ding-Schuler sowie Eugen Gildemeister ab, die beide 1945 Suizid begangen hatten.

## Schriften
- Neue Methoden des Indolnachweises: Beiträge zur Frage der Indolbildung verschiedener Bakterienarten (Coli, Typhus-Paratyphus, Enteritis, Dysenterie, hämorrhagische Septicämie, Vibrionen, Proteus), 1921
- mit H. Dehmel: Über den Verlauf der aktiven und aktiv-passiven Immunität bei Tetanus. In: Zeitschrift für Infektionskrankheiten, parasitäre Krankheiten und Hygiene der Haustiere, Band 53, 1938, S. 140–147
- mit H. Dehmel: Experimentelle Versuche zur aktiven Immunisierung Alaunpräzipitat-Mischimpfstoffen. In: Deutsche Tierärztliche Wochenschrift, Heft 46, 1938, S. 342–345
- mit H. Dehmel: Über die aktive Immunisierung gegen Tetanus und ihre Bedeutung für die Praxis. In: Berliner Tierärztliche Wochenschrift, 54. Jahrgang, 1938, S. 61–63
- mit H. Dehmel: Die Tetanusprophylaxe durch aktive Immunisierung. In: Zeitschrift für Hygiene und Infektionskrankheiten, Band 122, Heft 5, 8. Juli 1940, S. 603–612
- mit H. Dehmel: Abschließende Untersuchung über die Tetanusprophylaxe durch aktive Immunisierung. In: Zeitschrift für Hygiene und Infektionskrankheiten, Band 124, Heft 3–4, 9. November 1942, S. 326–332
- mit E. Fischoeder, H. Weidenmüller: Typhus-Paratyphus-Adsorbat-Vaccine, ihre Herstellung und Prüfung auf Antigene Eigenschaften. In: Zeitschrift für Hygiene und Infektionskrankheiten, Band 130, Heft 6, 22. März 1950, S. 693–702
- mit E. Fischoeder: Aktive Tetanus-Schutzimpfung und Tetanus-Immunität. In: Ärztliche Wochenschrift, 8. Jahrgang, Heft 23, 5. Juni 1953, S. 537–540
- mit E. Fischoeder: Über die Bindung von Tetanustoxin an Hirnsubstanz ohne und nach Vorbehandlung mit Tetanustoxoid. In: Zeitschrift für Hygiene und Infektionskrankheiten, Band 139, Heft 6, 18. Juni 1954, S. 541–544